# Aceleração centrípeta
Em física, aceleração centrípeta, também chamada de aceleração normal ou radial, é a aceleração originada pela variação da direção do vetor velocidade de um móvel, característico de movimentos curvilíneos ou circulares. Ela é perpendicular à velocidade e aponta para o centro da curvatura da trajetória.
Por exemplo, uma partícula em movimento circular uniforme descreve uma circunferência com velocidade escalar constante. Embora o módulo da velocidade (ou a velocidade escalar) não varie nesse tipo de movimento, a partícula está acelerada pois a direção da velocidade está mudando. Os módulos do vetores velocidade e aceleração permanecem constantes durante o movimento, mas suas orientações variam continuamente. A velocidade está sempre na direção tangente à circunferência e tem o mesmo sentido que o movimento. A aceleração está sempre na direção radial e aponta para o centro da circunferência.

## Cálculo
A aceleração centrípeta pode ser calculada como:
{\displaystyle {\vec {a_{c}}}=-{{v^{2}} \over {r}}{\hat {r}}}
onde 
- {\displaystyle {\vec {a_{c}}}} é a aceleração centrípeta (unidade SI: metros por segundo ao quadrado);

- {\displaystyle {\vec {v}}} é a velocidade (unidade SI: metros por segundo);

- {\displaystyle {r}} é o raio da trajetória (unidade SI: metros);

- {\displaystyle {\hat {r}}} é o versor normal à trajetória.

A equação acima pode ainda ser expressa como:
{\displaystyle {\vec {a_{c}}}=-{(\omega r)^{2} \over {r}}{\hat {r}}=-\omega ^{2}{r}{\hat {r}}=-\omega ^{2}{\vec {r}}}
onde
- {\displaystyle \omega } é a velocidade radial (unidade SI: radianos por segundo).

A partir destas fórmulas podemos concluir que a aceleração centrípeta tem direção perpendicular à trajetória, no sentido do centro da curva descrita por esta, e módulo dado por:
{\displaystyle a_{c}={{v^{2}} \over {r}}=\omega ^{2}r}